# Anton Nordhausen
Anton Nordhausen (* 10. April 1928 in Gangelt; † 10. März 2013 ebenda) war ein deutscher Kommunalpolitiker und ehrenamtlicher Landrat (CDU).

## Leben und Beruf
Nach dem Schulbesuch studierte er Rechtswissenschaften an der Universität Köln, legte das erste und das zweite Staatsexamen ab und war als Rechtsanwalt tätig. 1978 wurde er Geschäftsführer der Kreiswerke Heinsberg GmbH. Er war verheiratet und hatte ein Kind.
Von 1964 bis 1978 war Nordhausen Mitglied des Kreistages des Selfkantkreises Geilenkirchen-Heinsberg bzw. des Kreises Heinsberg. Vom 2. November 1969 bis zur Gebietsreform am 31. Dezember 1971 war er der letzte Landrat des Selfkantkreises Geilenkirchen-Heinsberg.
Er war in verschiedenen Gremien des Landkreistages NRW tätig.

## Sonstiges
Am 19. September 1974 wurde ihm das Bundesverdienstkreuz am Bande verliehen.